# Рембокур
Рембоку́р (фр. Raimbeaucourt) — коммуна во Франции, регион О-де-Франс, департамент Нор, кантон Орши. Расположена в 10 км к северу от Дуэ и в 23 км к югу от Лилля, в 6 км от автомагистрали А21 «Рокада Миньер».
Население (2017) — 4 002 человека.

## Достопримечательности
- Церковь Святого Жери XVI века
- Шато де Рембокур XVI—XVII веков

## Экономика
Структура занятости населения:
- сельское хозяйство — 1,3 %
- промышленность — 1,5 %
- строительство — 17,7 %
- торговля, транспорт и сфера услуг — 21,5 %
- государственные и муниципальные службы — 58,0 %

Уровень безработицы (2017) — 12,3 % (Франция в целом — 12,8 %, департамент Нор — 17,2 %). 

Среднегодовой доход на 1 человека, евро (2017) — 21 760 (Франция в целом — 25 140, департамент Нор — 18 575).

## Демография
Динамика численности населения, чел.

## Администрация
Пост мэра Рембокура с 2008 года занимает Ален Мансьон (Alain Mension). На муниципальных выборах 2020 года возглавляемый им правый список был единственным.
| Период | Период | Фамилия       | Партия                   | Примечания                                                         |
| ------ | ------ | ------------- | ------------------------ | ------------------------------------------------------------------ |
| 1977   | 1988   | Жан Делатр    | Коммунистическая партия  | член Генерального совета департамента                              |
| 1988   | 1989   | Луиза Делатр  | Коммунистическая партия  |                                                                    |
| 1889   | 2000   | Стефан Коппик | Разные правые            |                                                                    |
| 2000   | 2008   | Эрик Шартон   | Социалистическая партия  | директор социального центра, член Генерального совета департамента |
| 2008   |        | Ален Мансьон  | Демократическое движение | техник                                                             |